# Génosome
Ne doit pas être confondu avec Gonosome.
Un génosome, ou lipoplexe, est une combinaison de lipides et d'ADN utilisé pour transférer des gènes. Les génosomes permettent une thérapie génique non virale, c'est-à-dire sans l'emploi d'un composant de virus pour transférer du matériel génétique.
En présence d'ADN de thymus de veau, des génosomes se forment spontanément par interaction électrostatique de surface.